# Internasjonal Reporter

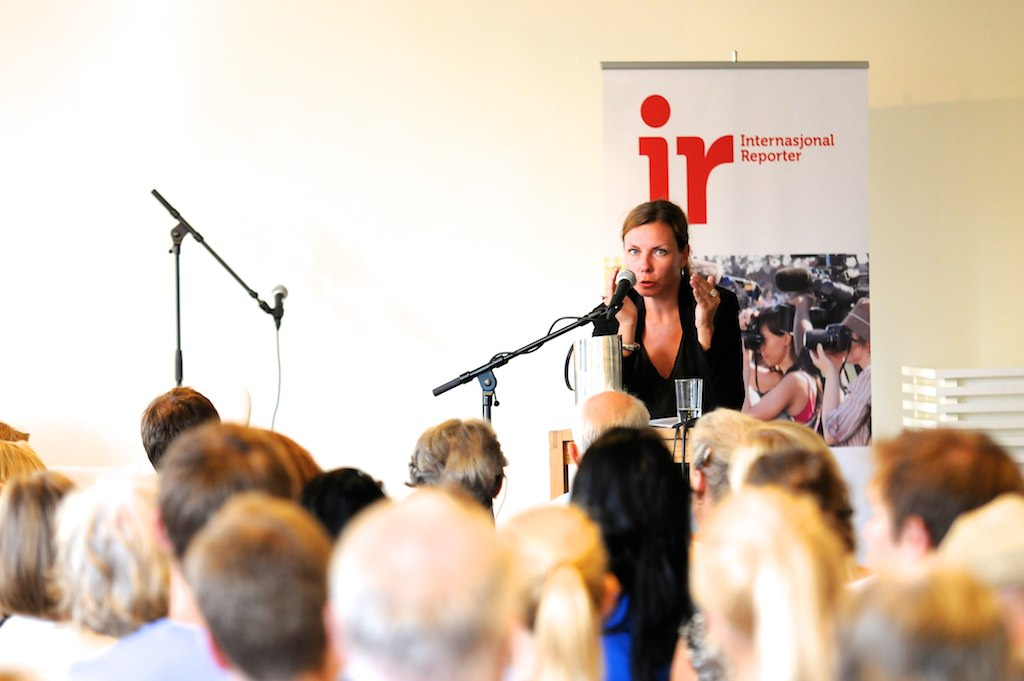
Den svenska författaren och Afghanistan-korrespondent Terese Cristiansson under en föreläsning om sitt journalistiska arbete under ett seminarium som anordnades av den norska organisationen Internasjonal Reporter.

Internasjonal Reporter (IR) är en oberoende norsk organisation som arbetar för att främja kvalité, bredd och fördjupning i utrikesjournalistiken. Den bildades som Forum for utviklingsjournalistikk 1987 av lärare vid Norsk Journalisthøgskole, forskare och journalister. Organisationen drivs bland annat med medel från Norad.
Internasjonal Reporter har en fast anställd som arbetar som organisationssekreterare och redaktör för nyhetsbrevet och hemsidan. Organisationens ledning har nio medlemmar.

## International Resource Network
IR driver International Resource Network (IRN), en engelskspråkig databas med namn, kontaktinformation och korta presentationer av journalister, fotojournalister, expertkällor och biståndsarbetare i Afrika, Asien och Latinamerika. Här finns också personer i Norge med särskilda kunskaper inom dessa områden. Huvudmålgruppen för IRN är norska journalister, men databasen kan också vara relevant för dem som arbetar inom bistånd, näringsliv eller organisationsliv, och som behöver samarbetspartners eller resurspersoner från länder i söder.

## Journalistpris
Internasjonal Reporters Journalistpris delas ut årligen till en journalist som genom sitt arbete på ett insiktsfullt, överraskande och engagerande sätt belyser ett internationellt tema med fokus på Afrika, Asien eller Latinamerika. Priset delades ut första gången 2010. Det gick till journalisterna Inger Sunde och Harald Eraker för filmen ”Connecting people”, en kritisk dokumentärfilm om mobilindustrin, som visades på NRK Brennpunkt 2011 gick priset till Aftenpostens korrespondent i Sydasien, Kristin Solberg, för reportageboken ”Gjennom de renes land”.